# ملاذ (فلم 2022)
ملاذ Sanctuary هو فيلم إثارة نفسية أمريكي صدر عام 2022، من إخراج زاكاري ويغون وكتابة مايكا بلومبرغ. يقوم ببطولته كل من مارغريت كوالي وكريستوفر أبوت، وأُنتج بواسطة ديفيد لانكستر، ستيفاني ويلكوكس، إيليا ستيوارت، وبافل بوريان.

## القصة
يطلب "هال بورترفيلد" خدمة الغرف في جناح فاخر بأحد الفنادق، حيث تنضم إليه "ريبيكا مارين"، التي تتظاهر بأنها تجري مقابلة عمل لمنصب الرئيس التنفيذي لسلسلة الفنادق. ومع تطور الحوار، تصبح أسئلتها شخصية وجنسية بشكل متزايد، ليُكشف أنها دوميناتريكس (سيدة مهيمنة) تؤدي سيناريو أعده هال بنفسه. بعد أن تجبره على تنظيف الحمام بملابسه الداخلية، تسمح له بالوصول للنشوة.
خلال العشاء، يخرجان من أدوارهما. يشرح هال أنه، وبعد وفاة والده، يستعد لتولي منصب الرئيس التنفيذي رسميًا، وأن استمرار العلاقة بينهما سيكون غير لائق. يعرض على ريبيكا ساعة باهظة كثمن وداع. تشعر بالإهانة وتغادر غاضبة.
في وقت لاحق، تعود ريبيكا، وتستشهد بمبادئ إدارة والد هال لتبرير أنه غير مناسب للمنصب. تطلب نصف راتبه السنوي الأول، مهددة بنشر تسجيلات جلساتهما إذا رفض. في البداية يبدو هال غير متأثر، لكنه في النهاية يدمر جناح الفندق وهو يبحث بجنون عن الكاميرا الخفية.
يصعق هال نفسه بالكهرباء عن طريق الخطأ. وبينما هو ممدد على الأرض، تلاحظ ريبيكا علامات الإثارة عليه. يدّعي هال أن علاقتهما تجارية بحتة وخالية من المشاعر، ويؤكد أنه يستطيع قتلها إن أراد. تبدو ريبيكا منزعجة، لكنها تبادر بممارسة الجنس معه تحت تهديد السكين، معلنة نيتها الحمل لربط حياتهما معًا.
يستعد هال لتحويل المبلغ المطلوب، لكنه يعترض ريبيكا عند المصعد ويطالبًها بضمان يمنع ابتزازه مستقبلاً. وعندما ترفض، يسحبها مجددًا إلى الغرفة ويطلب تفسيرًا. تكشف ريبيكا عن تسجيل سري لجلساتهما، وتعترف بأنها استقالت من عملها وفسخت خطوبتها، مؤكدة أنها لا تشعر بالتحقق الذاتي إلا خلال لقائهما. يقوم هال بربطها بعمود السرير مستخدمًا كلمة الأمان "sanctuary"، لكن ريبيكا تصر أن ما بينهما لم يعد تمثيلاً.
يهدد هال بالقتل والانتحار، لكن ريبيكا تقترح سيناريو أخيرًا تقوم فيه بدور والد هال الراحل. ورغم تردده، يوافق ويخوض التجربة، لتنتهي بمواجهة في الحمام يصرح فيها قائلاً: "أنا لا أشبهك، ولا يجب أن أكون كذلك". يحتضنان بعضهما ويغرقان في النوم.
وفي صباح اليوم التالي، ينظف هال الجناح بينما تستيقظ ريبيكا على أرضية الحمام. وأثناء مغادرتهما، يقترح هال أن تتولى ريبيكا منصب الرئيس التنفيذي، لتعيش كامرأة مسيطرة بينما تبقى قريبة منه. وعندما تسأله عما سيقوله لوالدته، يجيب: "سأقول لها إننا نحب بعضنا". ثم يتبادلان قبلة ويغادران.

## الاستقبال النقدي
على موقع Rotten Tomatoes، حصل الفيلم على تقييم إيجابي بنسبة 88% من أصل 91 مراجعة، بمتوسط تقييم 7.5/10، وجاء في الإجماع النقدي:
"يدور الفيلم حول أداء رائع من مارغريت كوالي وكريستوفر أبوت، ويفاجئ التوقعات بذكاء وجرأة."
على Metacritic، حصل الفيلم على 67/100 بناءً على 17 مراجعة، ما يشير إلى "تقييمات إيجابية عمومًا".